# Приче из хибернације
Приче из хибернације је албум Ајса Нигрутина и Скаја Виклера који су снимили под именом супергрупе Мононуклеозни рођаци. Издат је 17. маја 2011. године и састоји се од 12 нумера. Албум је познат по добрим текстовима. 

## Списак нумера
- 01.Излазак из хибернације
- 02.Ноћне море хибернације
- 03.Мононуклеозни рођаци
- 04.Хајде да експлоатишемо сир
- 05.Стари крчмар
- 06.Дај да те торпедирам
- 07.Телефон је зазвонио
- 08.Одвратан гулаш у вагон ресторану
- 09.У соби њене баке
- 10.Слепи туљан
- 11.О како је леп
- 12.Зрнца нара